# Myrsine lamii
Myrsine lamii är en viveväxtart som först beskrevs av Hermann Sleumer, och fick sitt nu gällande namn av Pipoly. Myrsine lamii ingår i släktet Myrsine och familjen viveväxter. Inga underarter finns listade i Catalogue of Life.